# Piptadenia obliqua
Piptadenia obliqua là một loài thực vật có hoa trong họ Đậu. Loài này được (Pers.) J.F.Macbr. miêu tả khoa học đầu tiên.